# Fingerprint Cards
Fingerprint Cards är ett svenskt teknologiföretag, som utvecklar, låter producera och saluför komponenter och teknik för fingertrycksautentisering för främst smartphones, surfplattor, små persondatorer och smarta kort (passerkort och betalkort).

## Om företaget
De komponenter Fingerprint Cards saluför är främst egenutvecklade sensorer, algoritmer och processorer. Företaget tillverkar ingen hårdvara, utan produktion sker hos specialiserade underleverantörer, så kallad fabrikslös halvledarproduktion. Företagets kunder är utvecklare av slutprodukter och lösningar, i vilka företagets teknologi integreras.
Företaget har länge varit ett utvecklingsbolag med årliga förluster. Det grundades 1997 på basis av Bo Löfbergs patent från 1983 av Lennart Carlsson och Affärsstrategerna AB. Det börsnoterades 1998 och tog då in 60 miljoner kronor i aktiekapital. Företaget hade 1998 även tecknat ett licensavtal med Ericsson Mobile Communications om att använda tekniken i mobiltelefoner, och på CeBIT-mässan i februari 1999 kunde Ericsson visa en fungerande prototyp i form av ett tillbehör som kopplades in i botten på en befintlig mobiltelefon. Lennart Carlsson drev företaget som storägare och verkställande direktör till 2009.
Våren 2000 gjordes en andra emission som drog in ytterligare 165 miljoner kronor.
Marknaden för fingeridentifieringsutrustningen visade sig utvecklas mycket långsamt, och styrelsen föreslog i juni 2005 en extra bolagsstämma att avveckla verksamheten, efter att ha misslyckats att finna en köpare av företaget. Omsättningen 2007 var 20,7 miljoner kronor, rörelseförlusten 35,4 miljoner kronor och avkastningen på eget och totalt sysselsatt kapital omkring minus 40 procent. En större nyemission på bortemot 27 miljoner kronor gjordes i november 2008. År 2009 hade företaget 12 anställda. Företaget första vinstår var 2015, förutom helt marginella vinster vid två tidigare tillfällen.

## Produkter
År 2003 hade företaget utvecklat två sensorer: en klassisk flatsensor som läser av fingret medan man håller fingret stilla på en yta, och en så kallad linjesensor som byggde på att man drog fingret över sensorn. Båda baserades på en egen sensor, ASIC och mjukvara. Man licensierade även sensorn till Motorola och Texas Instruments, som använde samma sensor men flyttade företagets algoritmer till sina egna CPU:er Dragonball respektive TMS320C5000 och TMS320C6000.
De första produkter som tillverkades för mobiltelefonmarknaden efter nyemissionen 2008 var linjesensorn FPC 1080 som var klar i början av 2010. Sedan följde FPC 1020 år 2013, samt FPC 1050 och FPC 1022 år 2014. Stora delar av dessa integrerade kretsar var utvecklade i samarbete med Anacatum design, som köptes upp av Fingerprint Cards år 2014.
Under 2022 introducerade Fingerprint vad de kallar sin tredje generations sensor med namnet FPC 1553, och som användes i mobiltelefonerna Honor X40i, Motorola Moto g32 och Vivo Y77. Man hade även tagit fram sensorn FPC 1632.

## Fingerprints aktie
Fingerprint-aktien har från börsintroduktionen betecknats som en "förhoppningsaktie".[källa behövs]
Fingerprint Cards aktie introducerades 1998 på Stockholmsbörsens lista Nya Marknaden, överfördes 2000 till O-listan och handlas numera på OMX Stockholms Large Cap-lista. Aktien hade under lång tid ett försäljningspris som endast kortvarigt överstigit 20 kronor. År 2008 var den nere på 1:58 krona. Från våren 2015 steg den under kalenderåret mycket kraftigt. Från hösten 2016 har aktiekursen kraftigt gått ned igen.[källa behövs]